# 傑克·斯蒂芬斯
傑克·斯蒂芬斯（英語：Jack Stephens，1994年1月27日—）是英格蘭的一位足球運動員，在場上可以勝任左後衛、中後衛和防守型中場，現效力於英冠球隊南安普顿。此外他也代表過英格蘭U18和U19國家隊參加比賽。

## 榮譽
南安普顿
- EFL Cup runner-up:2016–17[5]
- EFL Championship play-offs:2024[6]

英格蘭 U21
- Toulon Tournament:2016

## 外部連結
- 足球数据库：傑克·斯蒂芬斯的球员统计数据
- Jack Stephens England stats （页面存档备份，存于） at The Football Association